# Onthophagus liothorax
Onthophagus liothorax är en skalbaggsart som beskrevs av Koshantschikov 1894. Onthophagus liothorax ingår i släktet Onthophagus och familjen bladhorningar. Inga underarter finns listade i Catalogue of Life.